# Tviklobben
Tviklobben är en ö i Åland (Finland). Den ligger i Skärgårdshavet och i kommunen Vårdö i landskapet Åland, i den sydvästra delen av landet. Ön ligger omkring 47 kilometer nordöst om Mariehamn och omkring 250 kilometer väster om Helsingfors.
Öns area är 6 hektar och dess största längd är 0,5 kilometer i nord-sydlig riktning.